# Passalus
Passalus is een geslacht van kevers uit de  familie van de Passalidae.

## Soorten
- Passalus abortivus Percheron, 1835
- Passalus aculeatus Percheron, 1835
- Passalus aduncus Erichson, 1847
- Passalus aequatrialis (Kirsch, 1885)
- Passalus affinis Percheron, 1835
- Passalus alfaroi (Pangella, 1905)
- Passalus alius (Kuwert, 1898)
- Passalus alticola (Kirsch, 1885)
- Passalus anguliferus Percheron, 1835
- Passalus antillarum (Arrow, 1906)
- Passalus archidonae (Arrow, 1906)
- Passalus armatus Perty, 1830
- Passalus arrowi Hincks, 1934
- Passalus barrus Boucher & Reyes-Castillo, 1991
- Passalus beinlingi (Kuwert, 1891)
- Passalus beneshi Hincks, 1950
- Passalus binominatus Percheron, 1841
- Passalus brevifrons (Kuwert, 1891)
- Passalus bucki Luederwaldt, 1931
- Passalus caelatus Erichson, 1847
- Passalus camerani Pangella, 1905
- Passalus catharinae Gravely, 1918
- Passalus cayor Percheron, 1835
- Passalus chingaencis Reyes-Castillo & Garcia, 1991
- Passalus clypeoneleus (Kuwert, 1891)
- Passalus coarctatus Percheron, 1835
- Passalus confusus (Kuwert, 1891)
- Passalus coniferus Eschscholtz, 1829
- Passalus connatus Luederwaldt, 1941
- Passalus convexus Dalman, 1817
- Passalus coordinatus (Kuwert, 1891)
- Passalus cuneatus Hincks, 1950
- Passalus curtus (Kaup, 1869)
- Passalus dechambrei Boucher, 1986
- Passalus denticollis (Kaup, 1869)
- Passalus depressicornis (Kirsch, 1885)
- Passalus dimidiatifrons (Kuwert, 1891)
- Passalus discrepans (Kuwert, 1891)
- Passalus dubitans (Kuwert, 1891)
- Passalus ecuadorensis Gravely, 1918
- Passalus elfriedae Luederwaldt, 1931
- Passalus epiphanoides (Kuwert, 1891)
- Passalus episcopus Kuwert, 1891
- Passalus expositus Kaup, 1869
- Passalus fastigatus Fonseca, 1999
- Passalus ferenudus (Kuwert, 1898)
- Passalus fractus (Kuwert, 1891)
- Passalus frater (Kuwert, 1891)
- Passalus frontidivisus Kuwert, 1891
- Passalus geometricus Percheron, 1835
- Passalus glaber Gravely, 1918
- Passalus glaberrimus Eschscholtz, 1829
- Passalus glabrifrons (Kuwert, 1891)
- Passalus glabristernus (Kuwert, 1891)
- Passalus gladiator (Kuwert, 1891)
- Passalus gracilis (Kaup, 1869)
- Passalus gravelyi Moreira, 1922
- Passalus guatemalensis (Kaup, 1869)
- Passalus henrici (Rosmini, 1902)
- Passalus hubneri (Kuwert, 1898)
- Passalus humericrinitus (Kuwert, 1891)
- Passalus inca (Zang, 1905)
- Passalus incertus Percheron, 1841
- Passalus inops Truqui, 1857
- Passalus interruptus (Linnaeus, 1758)
- Passalus interstitialis Eschscholtz, 1829
- Passalus inundulifrons (Kuwert, 1898)
- Passalus irregularis (Kuwert, 1891)
- Passalus itatiayae Luederwaldt, 1934
- Passalus jansoni (Bates, 1886)
- Passalus kaupi Boucher, 2005
- Passalus kleinei (Kuwert, 1891)
- Passalus labroexcisus (Kuwert, 1898)
- Passalus lanei (Pereira, 1939)
- Passalus languidus (Kuwert, 1891)
- Passalus latidens (Kuwert, 1891)
- Passalus latifrons Percheron, 1841
- Passalus lestradei Boucher, 1986
- Passalus loici (Boucher, 2001)
- Passalus loureiroi Pereira, 1939
- Passalus luederwaldti Hincks, 1940
- Passalus lunaris (Kaup, 1869)
- Passalus maillei Percheron, 1841
- Passalus mancus Burmeister, 1847
- Passalus manlioides (Kuwert, 1898)
- Passalus matilei (Boucher, 2001)
- Passalus michaeli Boucher, 1986
- Passalus mirabilis (Kuwert, 1891)
- Passalus morio Percheron, 1835
- Passalus mucronatus Burmeister, 1847
- Passalus nasutus Percheron, 1835
- Passalus neivai Pereira, 1940
- Passalus nevermanni Luederwaldt, 1941
- Passalus nigidioides Hincks, 1949
- Passalus nobilii (Rosmini, 1902)
- Passalus nodifrons Dibb, 1948
- Passalus occipitalis Eschscholtz, 1829
- Passalus opacus Gravely, 1918
- Passalus pauloensis Luederwaldt, 1931
- Passalus pauxillus Kuwert, 1891
- Passalus peregrinum (Kuwert, 1898)
- Passalus perparvulus (Kuwert, 1898)
- Passalus perplexus (Kaup, 1869)
- Passalus pertyi (Kaup, 1869)
- Passalus peruvianus (Kuwert, 1898)
- Passalus petrejoides (Kuwert, 1891)
- Passalus plicatus Percheron, 1835
- Passalus polli Gravely, 1918
- Passalus procerus Hincks, 1940
- Passalus prominens Gravely, 1918
- Passalus pseudoconvexus Boucher, 1990
- Passalus pubicostatus (Kuwert, 1898)
- Passalus pugionatus Burmeister, 1847
- Passalus pugionifer (Kuwert, 1891)
- Passalus punctatostriatus Percheron, 1835
- Passalus punctiger Lepeletier & Audinet-Serville, 1825
- Passalus punctulatus (Kaup, 1869)
- Passalus quadricollis Eschscholtz, 1829
- Passalus quitensis (Kaup, 1871)
- Passalus radiatus (Kuwert, 1898)
- Passalus recticlypeatus (Kuwert, 1898)
- Passalus rex (Kuwert, 1898)
- Passalus reyeri Fonseca, 1989
- Passalus rhodocanthopoides (Kuwert, 1891)
- Passalus rotundatus Hincks, 1940
- Passalus ruehli (Kuwert, 1891)
- Passalus rugosus Gravely, 1918
- Passalus rusticus Percheron, 1835
- Passalus sagittarius Smith, 1852
- Passalus santensis Luederwaldt, 1931
- Passalus sarryi Boucher, 1986
- Passalus schaufussi Kuwert, 1891
- Passalus schneideri Kuwert, 1898
- Passalus sicatus Burmeister, 1847
- Passalus simulans (Kuwert, 1891)
- Passalus spinifer Percheron, 1841
- Passalus spiniger (Bates, 1886)
- Passalus spinipes Gravely, 1918
- Passalus spinosus (Kuwert, 1898)
- Passalus spinulosus Hincks, 1934
- Passalus striatissimus Luederwaldt, 1934
- Passalus stultus (Kuwert, 1891)
- Passalus sulcatipons (Kuwert, 1891)
- Passalus sulcifrons (Kuwert, 1898)
- Passalus suturalis Burmeister, 1847
- Passalus toriferus Eschscholtz, 1829
- Passalus umbriensis Hincks, 1950
- Passalus unicornis Lepeletier & Audinet-Serville, 1825
- Passalus variiphylus (Kuwert, 1891)
- Passalus zangi Hincks, 1934
- Passalus zikani Luederwaldt, 1929